# Julian Sitkowiecki
Julian Grigorjewicz Sitkowiecki (ros. Юлиан Григорьевич Ситковецкий; ur. 7 października 1925 w Kijowie, zm. 23 lutego 1958 w Moskwie) – skrzypek rosyjski, solista moskiewskiej filharmonii.
Naukę gry na skrzypcach rozpoczął jako czteroletnie dziecko. Pierwszym nauczycielem był jego ojciec, Grigorij. Potem, w Szkole Głównej w Kijowie, David Bertie. Mając osiem lat wystąpił przed francuskim skrzypkiem Jacques’em Thibaud, a rok później zagrał koncert skrzypcowy Mendelssohna z towarzyszeniem orkiestry symfonicznej kijowskiej Filharmonii. W 1939 rozpoczął naukę w Centralnej Szkole Muzycznej w Moskwie, gdzie uczył go m.in. Abram Jampolski. Kontynuował naukę w Konserwatorium Moskiewskim.  Podczas działań wojennych uczelnię ewakuowano do Permu, gdzie Sitkowiecki ukończył studia i otrzymał dyplom. Po zakończeniu wojny wrócił do Moskwy. W 1945 Sitkowiecki wygrał ogólnokrajowy konkurs dla młodych wirtuozów skrzypiec, fortepianu i wiolonczeli (na tym samym konkursie za najlepszego pianistę uznano Swiatosława Richtera, a wśród wiolonczelistów najwyżej oceniono Mstisława Rostropowicza). W 1947 na festiwalu w Pradze pierwszą nagrodę podzielił Sitkowiecki z Leonidem Koganem i Igorem Biezrodnym.
W 1950 wziął ślub z pianistką Bellą Dawidowicz (występowali wspólnie). Dwa lata później urodził się ich syn Dmitrij (który został skrzypkiem i dyrygentem).
W 1952 Sitkowiecki został zdobywcą II nagrody w II Międzynarodowym Konkursie Skrzypcowym im. H. Wieniawskiego  w Poznaniu (zwycięzcą konkursu został syn Dawida Ojstracha – Igor, druga nagroda przypadła, ex aequo, Wandzie Wiłkomirskiej i Sitkowieckiemu). W 1955 w Brukseli przyznano mu drugą nagrodę na Międzynarodowym Konkursie Muzycznym im. Królowej Elżbiety Belgijskiej.
Od 1948 występował w Kwartecie im. Czajkowskiego – razem z Antonem Szarojewem, Rudolfem Barszajem i Jakowem Słobodkinem, jednak z uwagi na stan zdrowia po pewnym czasie zrezygnował z koncertów. W 1956 stwierdzono u niego raka płuc i w tymże roku po raz ostatni wystąpił publicznie. Zmarł w Moskwie w 1958.

## Dyskografia w Polsce (wybór)
- Polskie Nagrania (L 0022): LP David Ojstrach, Julian Sitkowiecki, Ina Kolegorska (Inna Kollegorskaja)
- Polskie Nagrania Muza (L 0445): Wychowanie muzyczne - Płytoteka (różni wykonawcy m.in. Julian Sitkowiecki)
- Polskie Nagrania Muza (SX 1726): LP Mistrzowskie interpretacje vol. 1 (m.in. Julian Sitkowiecki)
- Polskie Nagrania Muza (XL 0385): Laureaci Konkursów im. H. Wieniawskiego vol. 1 (Igor Ojstrach, Julian Sitkowiecki, Wanda Wiłkomirska)